# Idar (Stadt)
Idar oder Edar (Gujarati: ઇડર; Hindi: इडर) ist eine ca. 35.000 Einwohner zählende Stadt im Nordosten des indischen Bundesstaats Gujarat. Sie war die Hauptstadt des einstigen Fürstenstaats Idar.

## Lage
Idar liegt in den südlichen Ausläufern des Aravalli-Gebirges ca. 27 km nördlich von Himatnagar in einer Höhe von ca. 195 m ü. d. M. Idar gehört zu den heißesten Orten Gujarats mit Tagestemperaturen von ca. 45 °C in den Sommermonaten Mai und Juni.

## Bevölkerung
Etwa 75 % der Einwohner sind Hindus, ca. 20 % sind Moslems und ca. 3 % gehören der Jain-Religion an; der Rest entfällt auf andere Religionen (Sikhs, Buddhisten und Christen). Wie im Norden Indiens üblich, übersteigt der männliche Bevölkerungsanteil den weiblichen um ca. 10 %. Man spricht Gujarati und Hindi.

## Wirtschaft
Die Bewohner der Stadt leben überwiegend von Handwerk, Kleinhandel und Dienstleistungen aller Art. In den letzten Jahrzehnten ist eine Molkerei-Cooperative entstanden.

## Geschichte
Möglicherweise wird die Stadt unter ihrem früheren Namen Ilvadurg bereits im Mahabharata-Epos genannt. In historischer Zeit kam sie unter die Herrschaft der Bhils und war eine der wichtigsten Städte der Region. Angeblich wurde einer ihrer Prinzen (Vappa Rawal) im 7. oder 8. Jahrhundert der Gründer der Mewar-Dynastie im Südosten Rajasthans. Eine Zeit lang wurde Idar von Chittorgarh beherrscht. Ende des 12. Jahrhunderts schloss sich der damalige Herrscher dem Fürsten von Delhi, Prithviraj III. Chauhan, in seinem Kampf gegen vordringende islamische Heere an; er wurde jedoch in der Schlacht von Tarain (1192) besiegt. Es folgten Jahrhunderte des Niedergangs, in denen sich jedoch die Rao-Dynastie etablieren konnte, die jedoch im Jahr 1728 von der Rathod-Dynastie von Marwar abgelöst wurde. Im Jahr 1924 wurde der Fürstenstaat Idar von den Briten der Western India States Agency angegliedert. Nach der Unabhängigkeit Indiens (1947) wurde das Gebiet zwischen Rajasthan und Gujarat geteilt.

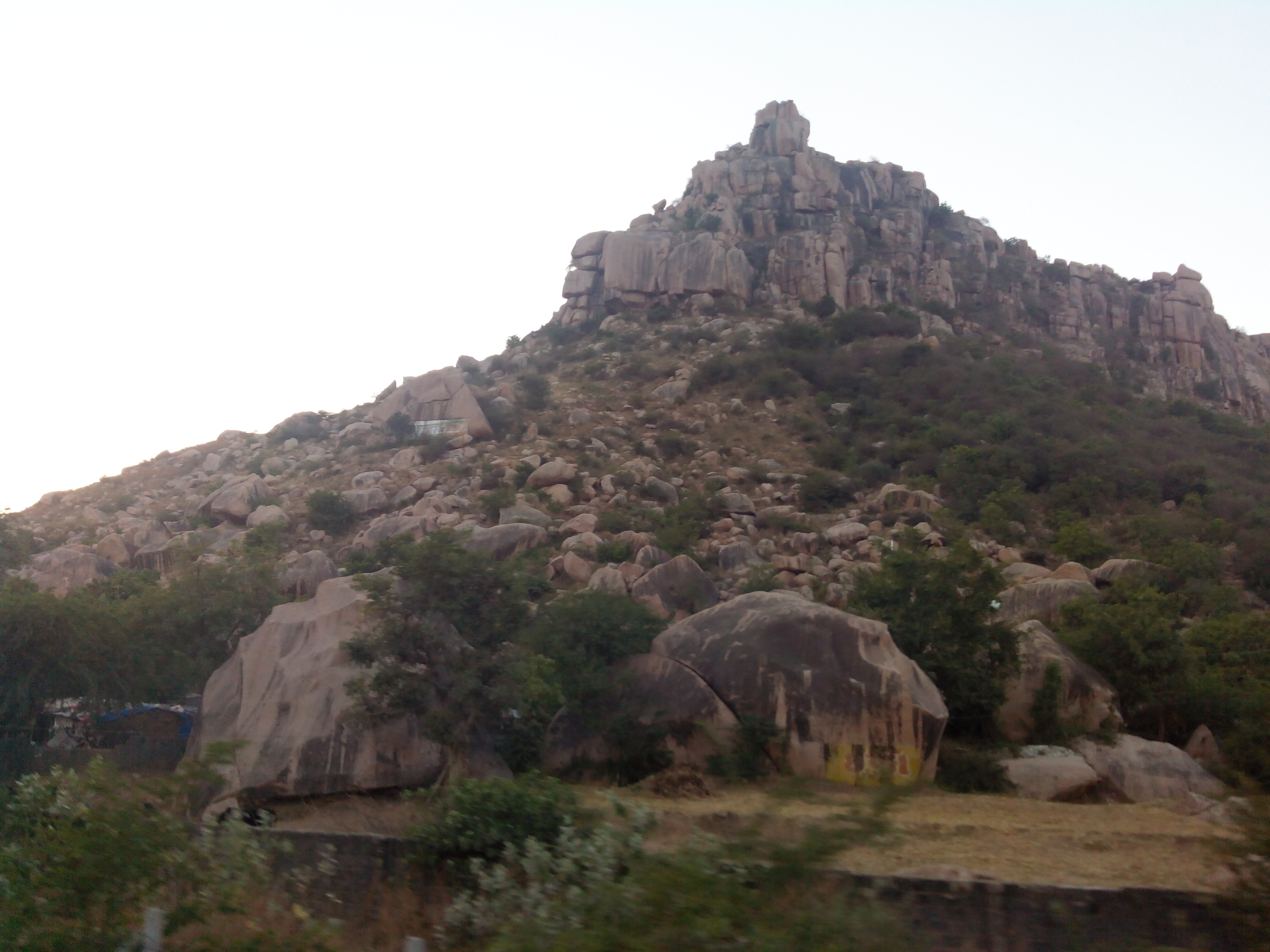
Festungsberg

## Sehenswürdigkeiten
- Von der ehemaligen Bergfestung (Idargarh Fort) und ihren Palästen sind noch stark ruinöse Teile erhalten.
- Ein Stufenbrunnen (Chaturbhuj Stepwell) ist in ähnlich desolatem Zustand.
- In der Stadt und ihrer näheren Umgebung gibt es mehrere historische Jain-Tempel (Sambhavanath Temple, Shantinath Temple, Shrimad Rajchandra Vihar u. a.).
- Die Briten hinterließen einen Uhrenturm (clock tower) im Stadtzentrum.
- Auf einer Insel des Rani Talav-Sees wurde gegen Ende des 20. Jahrhunderts der Pavapuri Jain temple errichtet.

Umgebung
- Am Ranmaleshvar Lake stehen die Memorialpavillons (chhatris) der Herrscher von Idar.

## Sonstiges
Bei Idar gibt es eine Niederlassung (mission) der Shrimad-Rajchandra-Sekte.